# Loyola en omgeving
Loyola en omgeving is een buurt volgens de indeling in wijken en buurten van het CBS, gelegen in het noorden van de Nederlandse gemeente Vught. Hij is genoemd naar het retraitecentrum van de jezuïeten dat lag aan de huidige Loyolalaan. Ignatius van Loyola was de stichter van de jezuïetenorde. Het centrum is in 1979 gesloopt.
In deze buurt stonden twee militaire kazernes, de Isabellakazerne en de Frederik Hendrikkazerne. Deze kazernes werden in en na 2007 afgebroken ten behoeve van nieuwe woningen. Op de voormalige kazerneterreinen werden vervolgens 650 woningen, een school, gezondheidscentrum, een nieuw atletiekcomplex en een jeugdruimte gebouwd. Vanaf 2008 werden de woningen opgeleverd.

## Fotogalerij

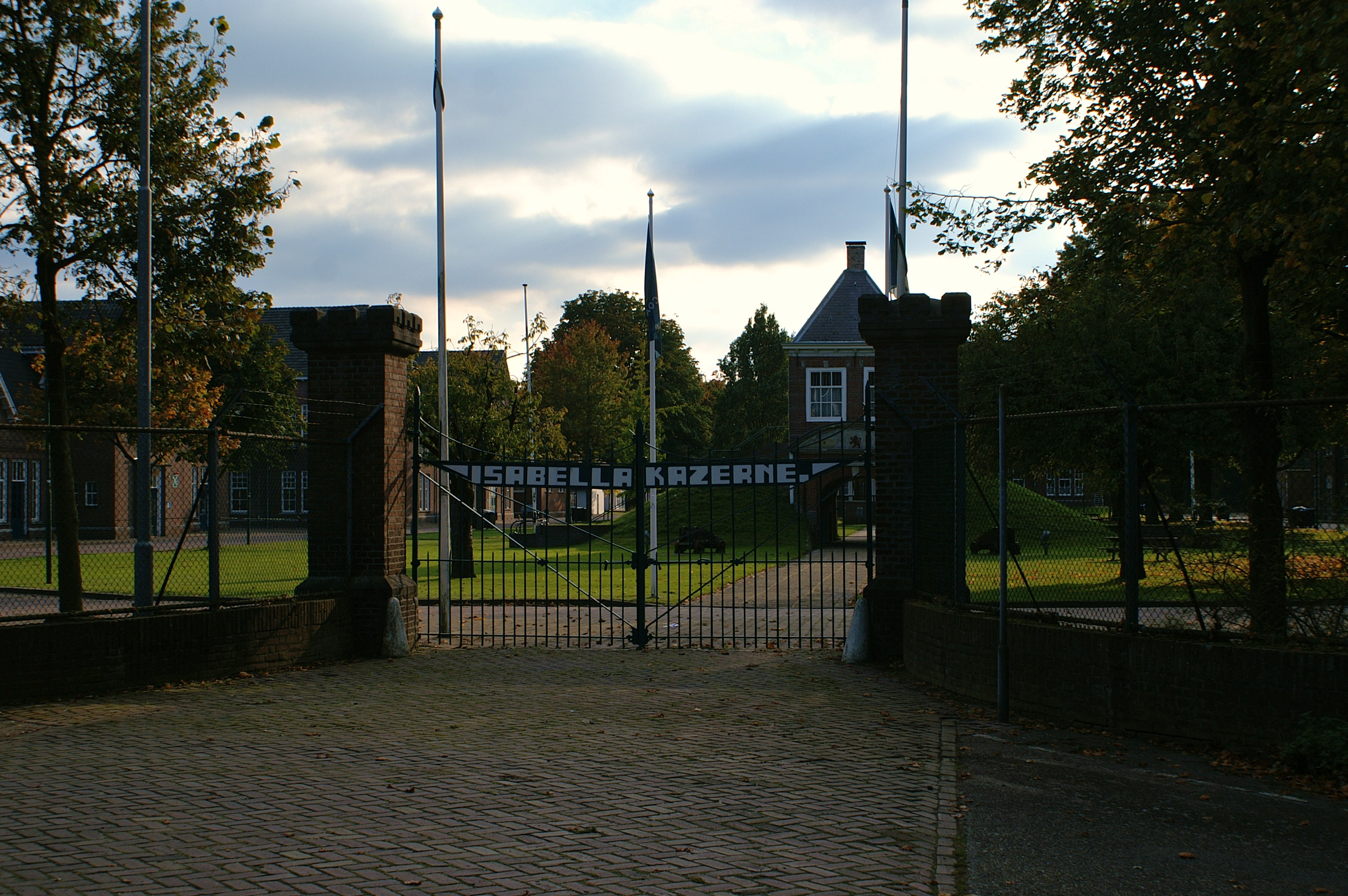
De poort van de Isabellakazerne te Vught. (Rijksmonument)
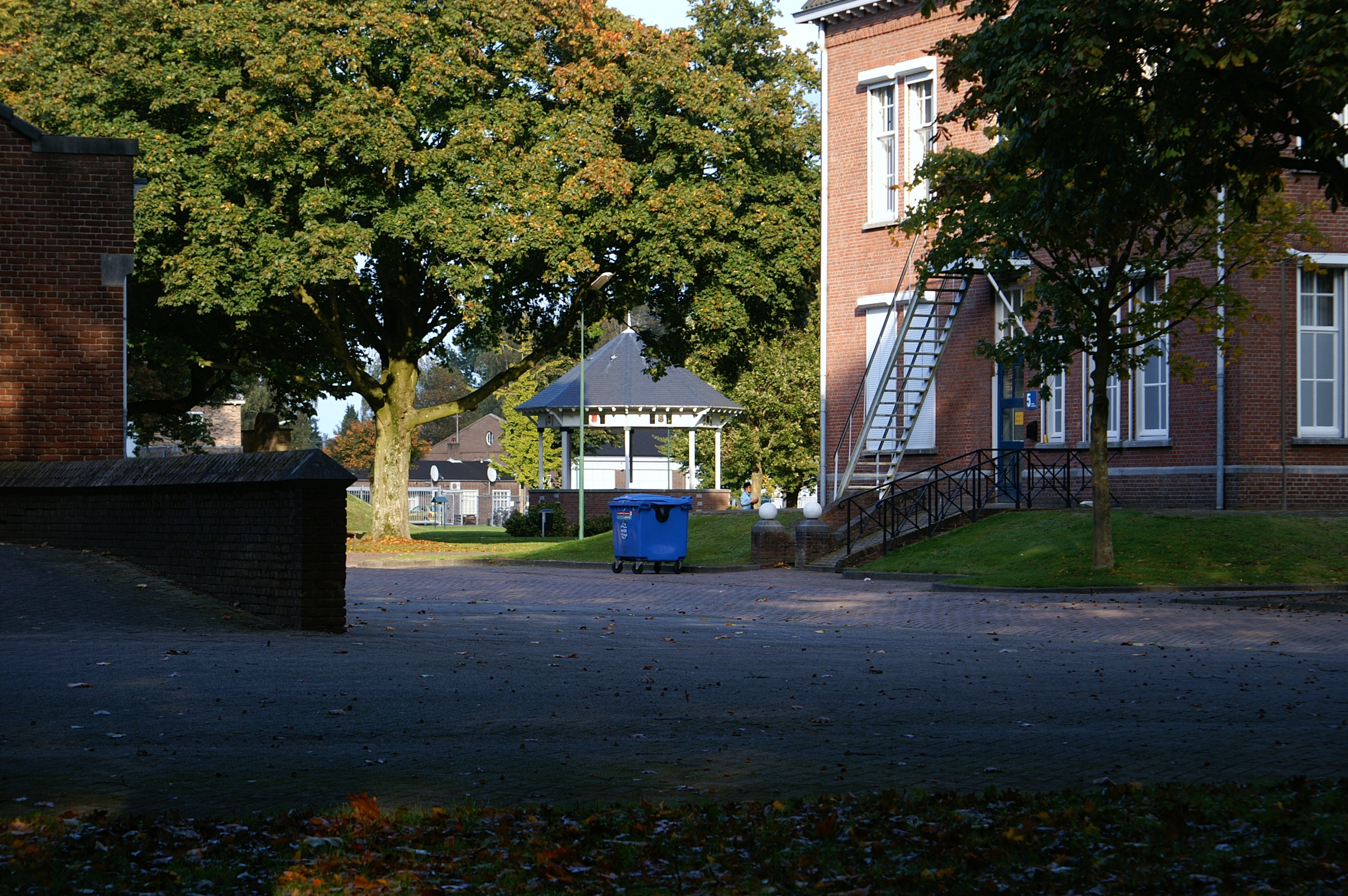
De kiosk van de Isabellakazerne te Vught. (Rijksmonument)
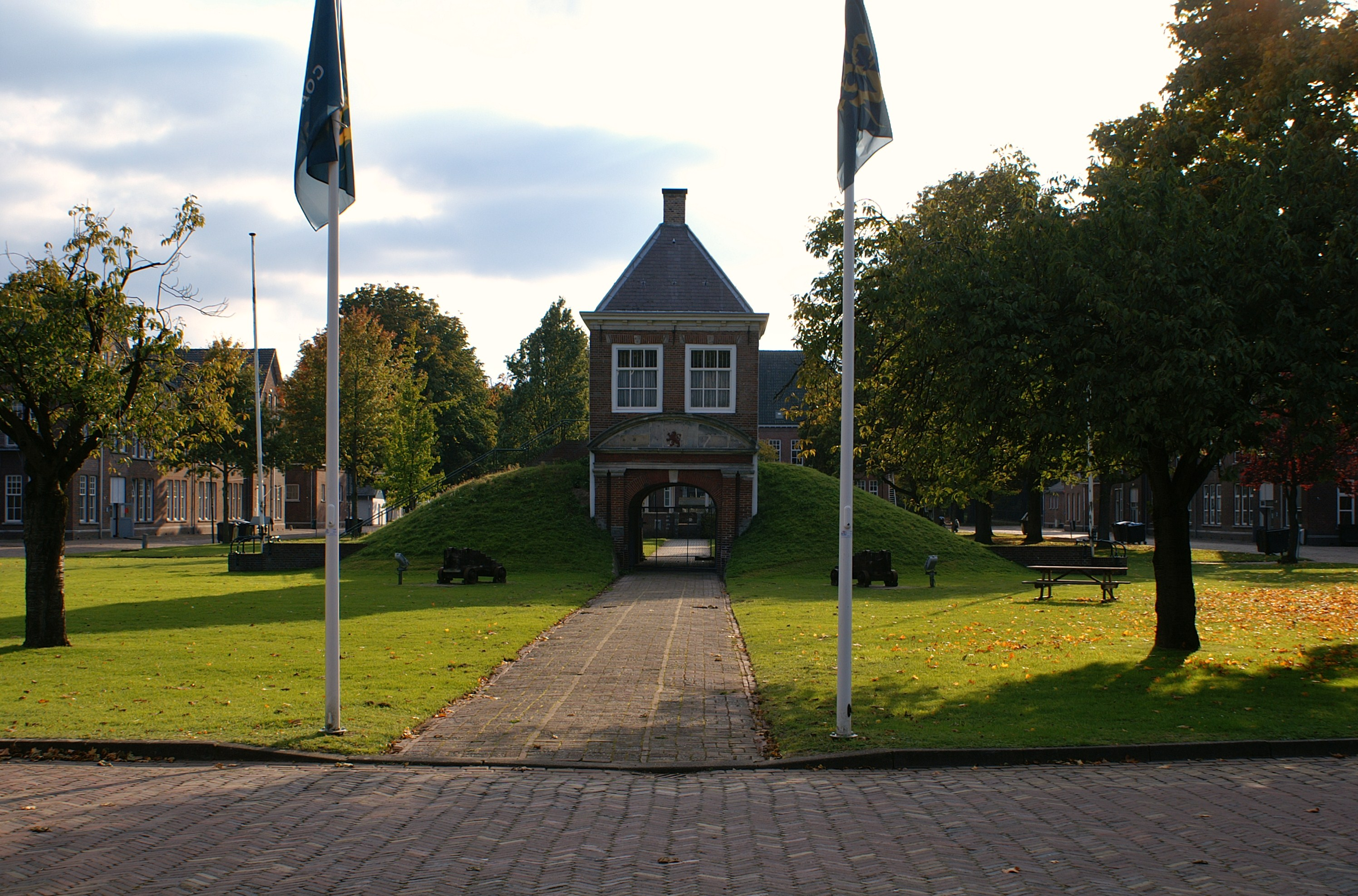
Het poortgebouw van voormalig fort Isabella. (Rijksmonument)
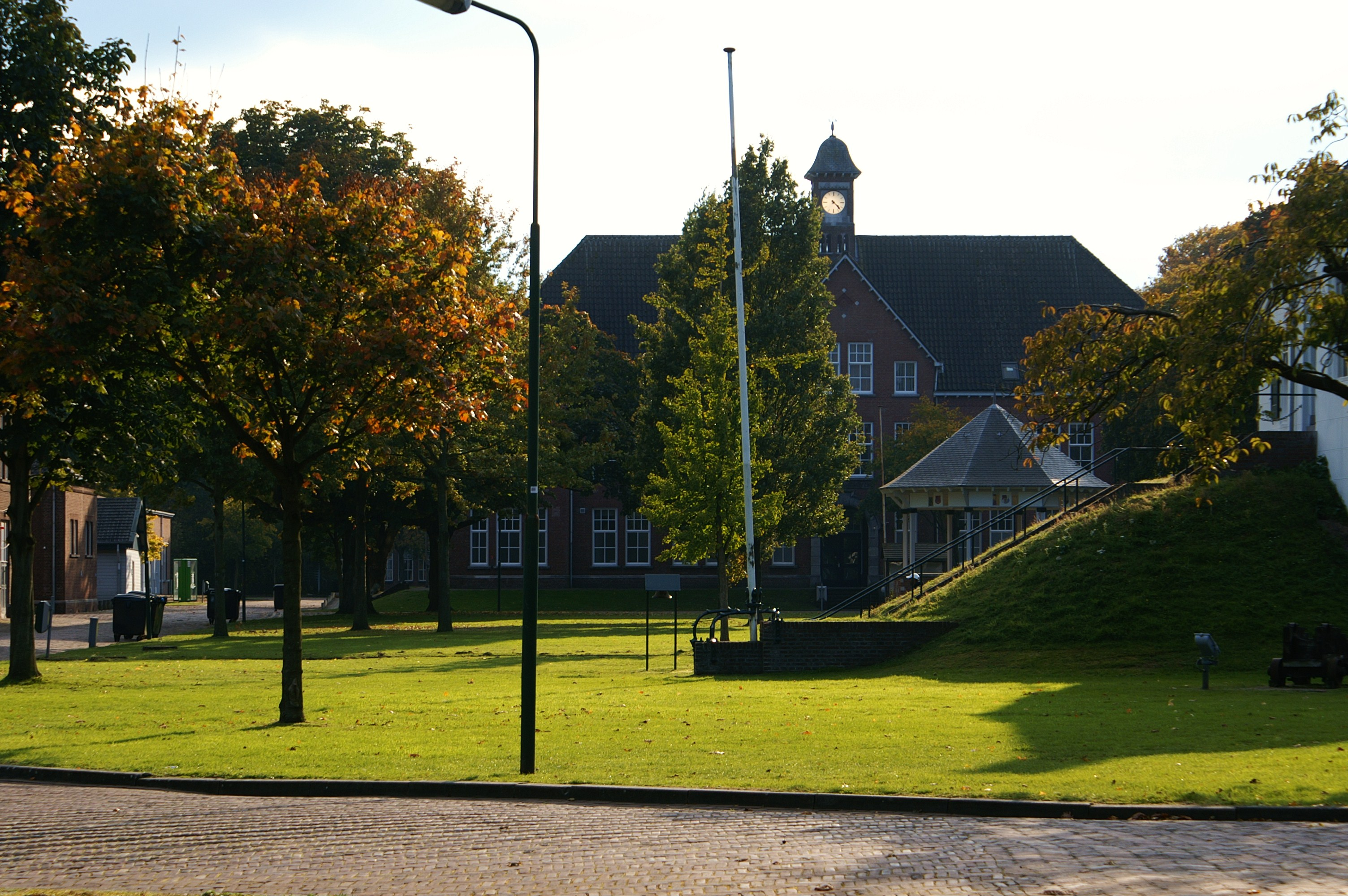
Het hoofdgebouw van de Isabellakazerne te Vught. (Rijksmonument)